# Boris Akunin
Boris Akunin (ros. Борис Акунин, właśc. Grigorij Szałwowicz Czchartiszwili (ros. Григорий Шалвович Чхартишвили, gruz. გრიგოლ შალვას ძე ჩხარტიშვილი – Grigol Szalwas dze Czchartiszwili); ur. 20 maja 1956 w Zestaponi, Gruzińska SRR) – rosyjski pisarz pochodzenia gruzińsko-żydowskiego, eseista, tłumacz z języka japońskiego, autor kryminałów przeważnie rozgrywających się w realiach carskiej Rosji, od 2014 roku na emigracji.
„Akunin” (悪人) to słowo japońskie, które można przetłumaczyć jako „łotr”. W swojej powieści Diamentowa karoca autor definiuje „akunina” jako osobę, która sama tworzy swoje zasady. Pseudonim „B. Akunin” to również aluzja do anarchisty Michaiła Bakunina (akronim jego nazwiska).

## Życiorys
Grigorij Czchartiszwili urodził się w rodzinie oficera-artylerzysty Szałwy Czchartiszwilego i nauczycielki języka rosyjskiego i literatury pochodzenia żydowskiego Berty Brazińskiej (1923–2007). W 1958 roku rodzina przeprowadziła się do Moskwy. W 1973 roku ukończył szkołę Nr 36 z rozszerzonym językiem angielskim. Pod wpływem japońskiego teatru Kabuki rozpoczął naukę na wydziale historyczno-filologicznym Instytutu Krajów Azji i Afryki Moskiewskiego Uniwersytetu Państwowego im. M.W. Łomonosowa, uzyskał dyplom historyka-japonisty. Pracował jako tłumacz literatury japońskiej i angielskiej. W jego przekładzie na język rosyjski wydano dzieła takich japońskich autorów jak: Yukio Mishima, Kenji Maruyama, Yasushi Inoue, Masahiko Shimada, Kōbō Abe, Shin’ichi Hoshi, Takeshi Kaikō, Shōhei Ōoka, a także przedstawicieli literatury amerykańskiej i angielskiej.
Pracował jako zastępca głównego redaktora magazynu „Literatura obca” («Иностранная литература») 1994–2000, był głównym redaktorem 20-tomowej Antologii literatury japońskiej, prezesem zarządu dużego projektu Biblioteka Puszkina (Пушкинская библиотека) (Fundusz Sorosa). Od roku 1998 Grigorij Czchartiszwili pisze jako prozaik pod pseudonimem „Boris Akunin”. Jako krytyk i dokumentalista publikuje swoje prace, podpisując się swoim prawdziwym imieniem i nazwiskiem.
Oprócz powieści z serii Nowa powieść detektywistyczna (Przygody Erasta Fandorina), które przyniosły mu rozgłos, Akunin stworzył serie: Prowincjonalna powieść detektywistyczna (Przygody siostry Pelagii), Przygody Magistra, czyli historie Nicholasa Fandorina, wnuka Erasta, Gatunki (powieści, każda reprezentująca inny rodzaj – gatunek: Książka dla dzieci, Powieść szpiegowska, Fantastyka, opracował także zbiór najbardziej mrocznych dzieł współczesnych zachodnich beletrystów – Lekarstwo na nudę. Specjalnością pisarza są historie umieszczone na przełomie XIX i XX w. w Imperium Rosyjskim.
20 marca 2013 roku Boris Akunin zapowiedział na swym blogu zaprzestanie pisania książek detektywistycznych, jednocześnie zapewniając, że cykl o Eraście Fandorinie zostanie zgodnie z planem zakończony. Akunin postanowił skupić się na stworzeniu cyklu książek popularnonaukowych dotyczących historii Rosji. W swym nowym przedsięwzięciu zamierza wzorować się na monumentalnej pracy Nikołaja Karamzina, „Historii państwa rosyjskiego”. Akunin podkreślił potrzebę stworzenia takiej historii Rosji, która napisana językiem potocznym, byłaby zrozumiała dla wszystkich. Pragnie też stworzyć dzieło będące apolityczne i aideologiczne, które w jak najbardziej obiektywny sposób będzie prezentować dzieje Rosji. Pierwszy tom ma obejmować wydarzenia do momentu mongolskiego najazdu na Ruś.
Od 2014 roku z powodów politycznych, po aneksji Krymu przez Rosję, Akunin wyemigrował z Rosji i zamieszkał w Londynie. 18 grudnia 2023 roku rosyjski Komitet Śledczy ogłosił wszczęcie przeciwko niemu sprawy karnej  pod zarzutami: „usprawiedliwiania terroryzmu” i „świadomego rozpowszechniania fałszywych informacji o siłach zbrojnych”. Dzień wcześniej Rosfinmonitoring, rosyjski regulator finansowy, umieścił Akunina na liście „terrorystów i ekstremistów”. Jak donosi The Guardian – autor jest celem ataku ze względu na swoją krytykę wojny prowadzonej przez Rosję w Ukrainie. Informację o wpisaniu go do rejestru pisarz skomentował na gorąco: „Terroryści uznali mnie za terrorystę. Jednak wieści z Rosji już od dawna mnie nie dziwią”. W styczniu 2024 roku władze rosyjskie wpisały Akunina na listę „zagranicznych agentów”, wiążącą się z „obowiązkiem” informowania o tym statusie pod każdym materiałem publikowanym w mediach. Jego książki zostały wówczas wycofane ze sprzedaży i druku w Rosji. 14 lipca 2025 roku w zaocznym procesie Akunin został skazany przez sąd w Moskwie na 14 lat kolonii karnej o zaostrzonym rygorze.

## Nagrody i wyróżnienia
W 2000 Akunin był nominowany do Nagrody Bookera. We wrześniu 2000 został „Rosyjskim Pisarzem Roku”.
W 2003 brytyjskie Stowarzyszenie Pisarzy Literatury Kryminalnej przyznało powieści Azazel drugą nagrodę Złotego Sztyletu, tzw. Srebrny Sztylet.
Od 29 kwietnia 2009 Boris Akunin jest kawalerem Orderu Wschodzącego Słońca czwartego stopnia. Nagrodę wręczono 20 maja w ambasadzie Japonii w Moskwie.
10 sierpnia 2009 za wkład w rozwój kulturalnych więzi między Rosją i Japonią Borisowi Akuniniowi przyznano nagrodę funduszu działającego pod egidą rządu Japonii.
Słuchowisko Mewa według sztuki Borysa Akunina w reżyserii Igora Gorzkowskiego i realizacji akustycznej Andrzeja Brzoski zostało nagrodzone Grand Prix XIII Festiwalu „Dwa Teatry – Sopot 2013”.

## Twórczość

### Cykle powieściowe

#### Przygody Erasta Fandorina (ros.Приключения Эраста Фандорина)
1. Azazel (Азазель 1998, wyd. polskie Świat Książki 2003, wznowienie 18 czerwca 2011, wznowienie 2 kwietnia 2014[6])
2. Gambit turecki (Турецкий гамбит 1998, wyd. polskie Świat Książki 2003, wznowienie 18 czerwca 2011, wznowienie 11 czerwca 2014)
3. Lewiatan (Левиафан 1998, wyd. polskie Świat Książki 2003, wznowienie 18 czerwca 2011, wznowienie 24 września 2014)
4. Śmierć Achillesa (Смерть Ахиллеса 1998, wyd. polskie Świat Książki 2003, wznowienie luty 2010, wznowienie 3 grudnia 2014)
5. Walet pikowy (Пиковый валет 1999, wyd. polskie Świat Książki 2003, wznowienie 18 czerwca 2011, wznowienie 21 stycznia 2015)
6. Dekorator (Декоратор 1999, wyd. polskie Świat Książki 2003, wznowienie marzec 2011, wznowienie 18 marca 2015)
7. Radca stanu (Статский советник 1999, wyd. polskie Świat Książki 2004, wznowienie maj 2011)
8. Koronacja (Коронация, или Последний из романов 2000, wyd. polskie Świat Książki 2004, wznowienie 2012)
9. Kochanka Śmierci (Любовница смерти 2001, wyd. polskie Świat Książki 2004, wznowienie 20 czerwca 2012)
10. Kochanek Śmierci (Любовник смерти 2001, wyd. polskie Świat Książki 2004, wznowienie 31 sierpnia 2012)
11. Diamentowa karoca (Алмазная колесница 2003, polskie wydanie podzielone na dwa tomy)
  1. tom I Łowca ważek (wyd. polskie Świat Książki 2005)
  2. tom II Między wierszami (wyd. polskie Świat Książki 2005)
12. Nefrytowy różaniec (Нефритовые чётки 2007, wyd. polskie Świat Książki 2009, wznowienie 2017)
13. Świat jest teatrem (Весь мир театр 2009, wyd. polskie Świat Książki 7 listopada 2012)
14. Czarne miasto (Чёрный город 2012, wyd. polskie Świat Książki 10 października 2014)
15. Planeta Woda (Планета Вода 2015, wyd. polskie Świat Książki 9 listopada 2016)
16. Nie żegnam się (Не прощаюсь 2018, wyd. polskie Świat Książki 14 maja 2019)
17. Po prostu Masa (Просто Маса 2020, wyd. polskie Storytel 20.10.2022, ISBN 9789180366045)
18. Яма (2023, brak polskiego wydania)
19. Уроки Тамбы (2023, brak polskiego wydania)

#### Prowincjonalny kryminał, czyli przygody siostry Pelagii (Приключения Пелагии)
1. Pelagia i biały buldog (Пелагия и белый бульдог 2000, wyd. polskie Oficyna Literacka Noir sur Blanc 2004)
2. Pelagia i czarny mnich (Пелагия и чёрный монах 2001, wyd. polskie Oficyna Literacka Noir sur Blanc 2004)
3. Pelagia i czerwony kogut (Пелагия и красный петух 2003, wyd. polskie Oficyna Literacka Noir sur Blanc 2004)

Seria ta jest zakończona.

#### Przygody magistra (Приключения магистра)
1. Skrzynia na złoto (Алтын-толобас 2000, wyd. polskie Świat Książki 2005)
2. Lektura nadobowiązkowa (Внеклассное чтение 2002, wyd. polskie Świat Książki 2005)
3. F.M. (Ф.М. 2006, wyd. polskie Świat Książki 2008)
4. Sokół i Jaskółka (Сокол и Ласточка 2009, wyd. polskie Świat Książki 2013)

#### Gatunki (жанры)
1. Książka dla dzieci (Детская книга 2005, wyd. polskie Świat Książki 2007)
2. Powieść szpiegowska (Шпионский роман 2005, wyd. polskie Świat Książki 2006)
3. Fantastyka (Фантастика 2005, wyd. polskie Świat Książki 2007)
4. Powieść historyczna (Квест 2008, br. wydania polskiego)
5. Książka dla dziewczynek (Детская книга для девочек 2012 z Glorią Mu(inne języki), br. wydania polskiego)

Seria ta będzie kontynuowana, powstaną jeszcze przynajmniej dwie książki, w tym druga część Powieści szpiegowskiej.

#### Bruderschaft ze śmiercią (Смерть на брудершафт)
1. Młokos i diabeł (Младенец и черт 2007, wyd. polskie Replika 2015)
2. Cierpienie złamanego serca (Мука разбитого сердца 2007, wyd. polskie Replika 2015)
3. Latający słoń (Летающий слон 2008, wyd. polskie Replika 2016)
4. Dzieci Księżyca (Дети Луны 2008, wyd. polskie Replika 2016)
5. Dziwny człowiek (Странный человек 2009, wyd. polskie Replika 2017)
6. Grzmijcie, fanfary zwycięstwa! (Гром победы, раздавайся 2009, wyd. polskie Replika 2017)
7. Maria, Maria… („Мария”, Мария… 2010, wyd. polskie Replika 2017)
8. Żadnych świętości (Ничего святого 2010, wyd. polskie Replika 2017)
9. Operacja „Tranzyt” (Операция „Транзит” 2011, wyd. polskie Replika 2018)
10. Batalion aniołów (Батальон ангелов 2011, wyd. polskie Replika 2018)

Seria ta jest zakończona.

### Inne utwory
1. Bajki dla idiotów (Сказки для идиотов, br. wydania polskiego)
2. Mewa (Чайка, br. wydania polskiego)
3. Komedia/Tragedia (Комедия/Трагедия, br. wydania polskiego)
4. Yin i Yang (Инь и Ян, br. wydania polskiego)

### Wydane pod własnym nazwiskiem
1. Pisarz i samobójstwo (Писатель и самоубийство, br. wydania polskiego)
2. Historie cmentarne (Кладбищенские истории, wyd. polskie Noir sur Blanc 2006)